# Symposiachrus infelix
A Symposiachrus infelix a madarak osztályának verébalakúak (Passeriformes) rendjébe és a császárlégykapó-félék (Monarchidae) családjába  tartozó faj.

## Rendszerezése
A fajt Philip Lutley Sclater angol ügyvéd és zoológus írta le 1858-ban, a Monarcha nembe Monarcha infelix néven.

## Alfajai
- Symposiachrus infelix coultasi (Mayr, 1955)
- Symposiachrus infelix infelix (P. L. Sclater, 1877)[2]

## Előfordulása
Pápua Új-Guineához tartozó Admiralitás-szigetek területén honos. Természetes élőhelyei a szubtrópusi vagy trópusi síkvidéki esőerdők, mangroveerdők és cserjések. Állandó, nem vonuló faj.

## Megjelenése
Testhossza 15 centiméter.

## Természetvédelmi helyzete
Az elterjedési területe kicsi, egyedszáma pedig csökken. A Természetvédelmi Világszövetség Vörös listáján mérsékelten fenyegetett fajként szerepel.